# Monodelphis theresa
Monodelphis theresa é uma espécie de marsupial da família Didelphidae. Endêmica do Brasil, pode ser encontrada nos estados de Minas Gerais e Rio de Janeiro.